# Libětice
Libětice (en allemand : Libietitz) est une commune du district de Strakonice, dans la région de Bohême-du-Sud, en République tchèque. Sa population s'élevait à 88 habitants en 2017.

## Géographie
Libětice se trouve à 6 km au sud-ouest du centre de Strakonice, à 53 km au nord-ouest de České Budějovice et à 104 km au sud-ouest de Prague.
La commune est limitée par Sousedovice au nord, par Přední Zborovice et Strunkovice nad Volyňkou à l'est, par Němětice et Nihošovice au sud et par Úlehle à l'ouest.

## Histoire
La première mention écrite du village date de 1243.

## Galerie

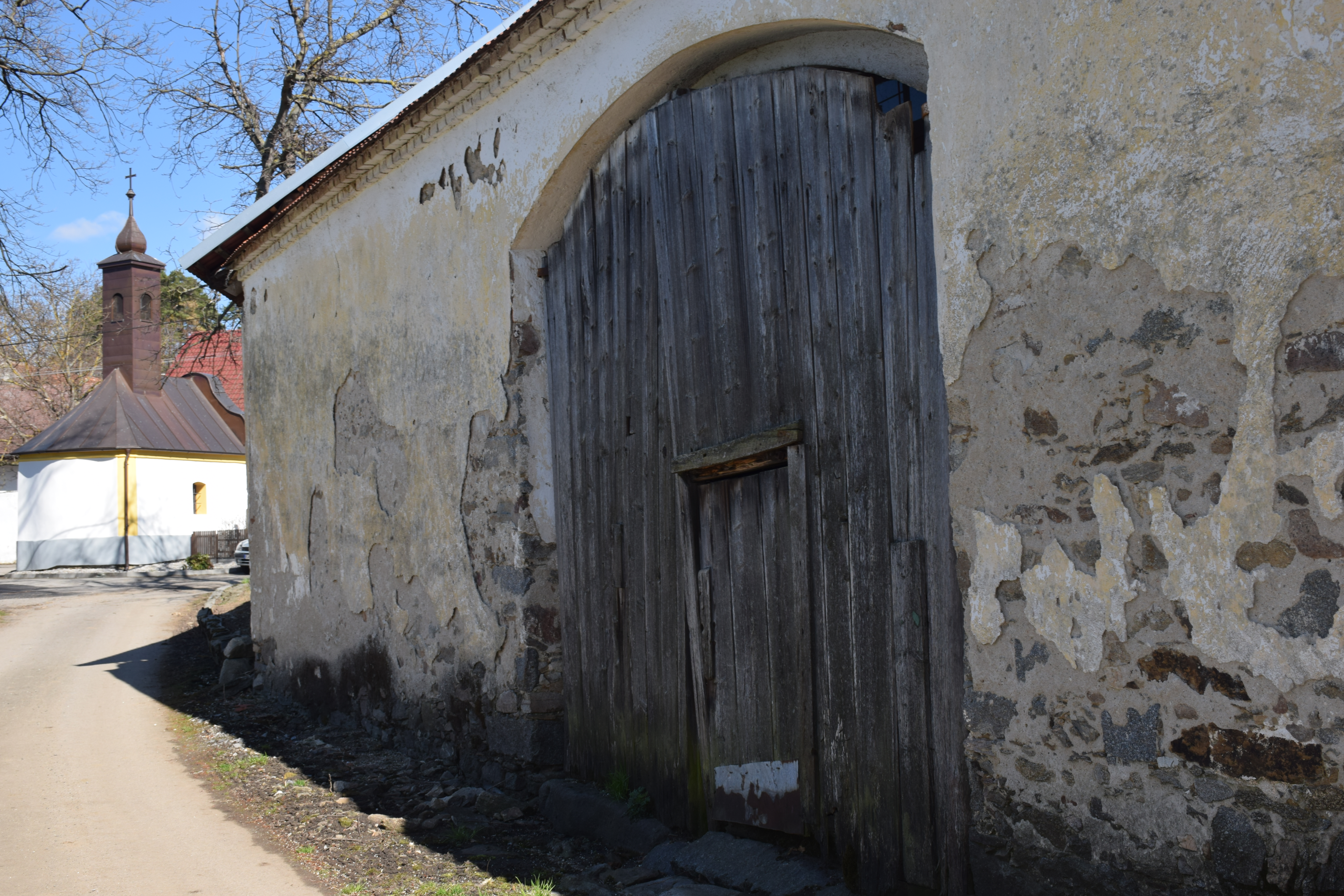
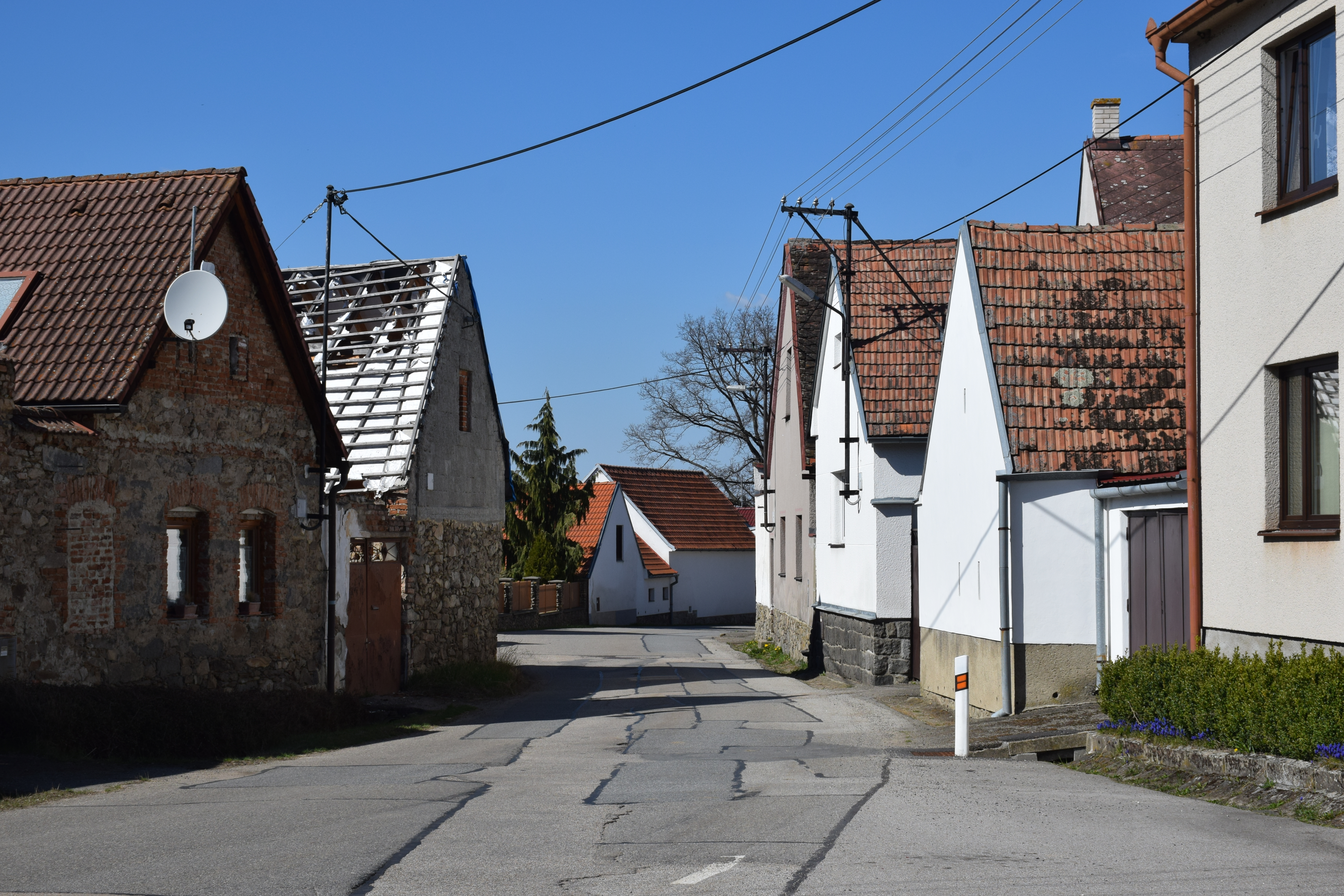